# (26917) Pianoro
(26917) Pianoro es un asteroide perteneciente al cinturón de asteroides, descubierto el 15 de septiembre de 1996 por Vittorio Goretti desde el Observatorio de Pianoro, en Italia.

## Designación y nombre
Pianoro se designó inicialmente como 1996 RF4.
Más adelante fue nombrado en honor al localidad italiana donde se sitúa el observatorio astronómico, Pianoro.

## Características orbitales
Pianoro orbita a una distancia media del Sol de 3,0323 ua, pudiendo acercarse hasta 2,6962 ua y alejarse hasta 3,3684 ua. Tiene una excentricidad de 0,1108 y una inclinación orbital de 23,9782° grados. Emplea en completar una órbita alrededor del Sol 1928 días.

## Características físicas
Su magnitud absoluta es 13,2. Tiene 11,081 km de diámetro. Su albedo se estima en 0,050.